# Anoplarchus purpurescens
Anoplarchus purpurescens és una espècie de peix de la família dels estiquèids i de l'ordre dels perciformes.

## Morfologia
Fa 20 cm de llargària màxima. 55-58 espines i cap radi tou a l'aleta dorsal. Aleta anal sense espines, amb 39-40 radis tous i el marge exterior convex. 58-61 vèrtebres. La seua coloració és molt variable: pot ésser de gris clar a fosc amb tons olivacis, o marró amb tons vermellosos o sense, o de porpra a gairebé negre. Les femelles són menys variables quant al color però mostren més patrons (en general, amb fons grisencs verds amb reticulacions marronoses, o fons marronosos foscos amb reticulacions tènues). El ventre és clar. Els mascles tenen la superfície inferior del cap clara, més aviat groguenca i sense clapes. Les femelles presenten el cap més clapat i tacat. Presència d'una franja grisa a la base del peduncle caudal. Durant l'època de reproducció, el mascle desenvolupa colors ataronjats brillants a les seues aletes anal i pectoral i vermellosos a la caudal i dorsal.

## Alimentació
Menja algues verdes, poliquets, crustacis i mol·luscs.

## Depredadors
Als Estats Units és depredat per la serp de garrotera (Thamnophis sirtalis).

## Hàbitat i distribució geogràfica
És un peix marí, demersal (entre 1 i 30 m de fondària) i de clima temperat (66°N-32°N), el qual viu al Pacífic oriental: a sota de les roques de les zones de marees des de les illes Aleutianes i Pribilof (mar de Bering) fins a l'illa Santa Rosa (el sud de Califòrnia, els Estats Units), incloent-hi la costa pacífica del Canadà (la Colúmbia Britànica).

## Observacions
És inofensiu per als humans i pot romandre fora de l'aigua durant 15-25 hores si es manté humit, ja que és capaç de respirar aire.